# Örebro
Örebro [ œrə'bruː ] – miasto w regionie Örebro w środkowej Szwecji. Miasto zajmuje powierzchnię 1371,4 km². Liczba ludności wynosi 124 207, w tym 60 125 mężczyzn i 64 082 kobiet. Gęstość zaludnienia wynosi 91 osób na km². W roku 2001 było ono siódmym pod względem wielkości szwedzkim miastem.

## Historia
Örebro rozwijało się wokół mostu (ze szwedzkiego bro) nad rzeką Svartån blisko żwirowych skarp ("örarna"). Mimo że było to miasto handlowe, Örebro pozostało małym miastem do drugiej połowy XIX wieku, kiedy to szybko wyrosło na centrum produkcji butów. Riksdag zebrał się w Örebro w 1810 roku, wybierając w nim króla Szwecji, którym został Karol XIV Jan.

## Obiekty

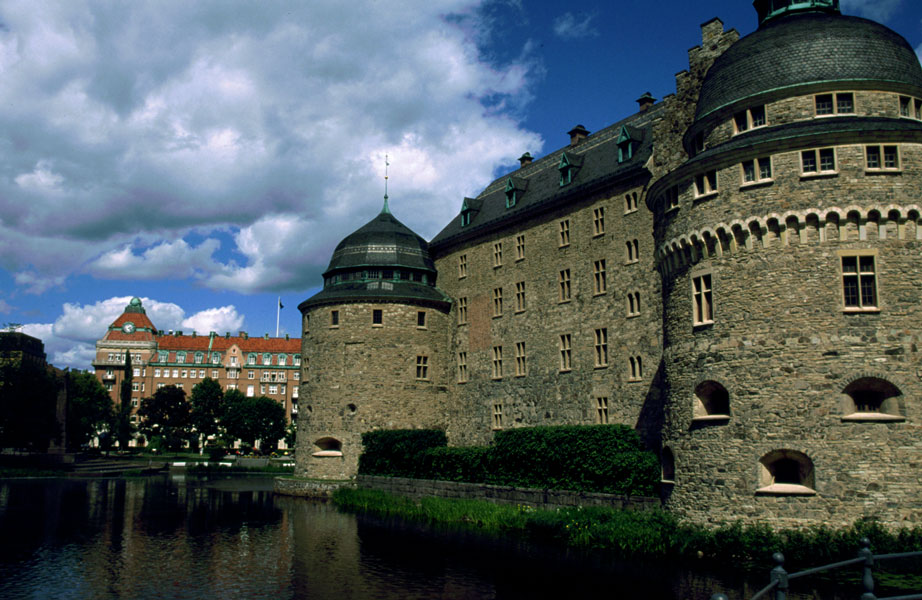
Zamek Örebro

Zamek Örebro pochodzący z XIII wieku wraz z wybudowaną wieżą zegarową do obrony mostu od strony rzeki Svartån. Zamek został później ogólnie odrestaurowany. Jest on zlokalizowany w środku miasta. Stara część miasta - Wadköping - jest umieszczona na brzegach Svartån. Składające się z osiemnasto- i dziewiętnastowiecznych drewnianych domków Wadköping ma wiele różnych muzeów i wystaw.
Wieża ciśnień w Örebro, nazywana Svampen ("grzybek"), jest popularnym miejscem widokowym. Zaprojektowana została przez architekta Sune Lindströma i otwarta w maju 1958 roku, a w 2005 wpisana do rejestru zabytków. Kopia tej wieży jest zlokalizowana w Rijadzie w Arabii Saudyjskiej.

## Edukacja
- Uniwersytet w Örebro

## Gospodarka
W mieście rozwinął się przemysł metalowy, maszynowy, tworzyw sztucznych, celulozowo-papierniczy, odzieżowy oraz skórzano-obuwniczy.

## Transport
- Örebro centralstation – stacja kolejowa
- Port lotniczy Örebro

## Sport
- Örebro HK – klub hokejowy
- Örebro SK – klub piłkarski

## Osoby związane
- Per-Arne Berglund – oszczepnik
- Hjalmar Bergman
- Engelbrekt Engelbrektsson – polityk
- Carl Gunnarsson – hokeista
- Ronnie Peterson – kierowca wyścigowy
- Olaus Petri – pastor
- Erik Ohlsson – Mathias Färm, Nikola Sarcevic i Fredrik Larzon - członkowie punk rockowego zespołu Millencolin.
- Fredrik Lindgren – żużlowiec
- Nina Persson – wokalistka zespołu The Cardigans

## Miasta i regiony partnerskie
- Drammen (Norwegia)
- Ida Viru (Estonia)
- Kolding (Dania)
- Lappeenranta (Finlandia)
- Łódź (Polska)
- Niżny Nowogród (Rosja)
- Nógrád (Węgry)
- Pau (Francja)
- Stykkishólmur (Islandia)
- Terrassa (Hiszpania)
- Yantai (Chiny)